# Ulrich Julius Baumgartner
Ulrich Julius Baumgartner (* 30. August 1920 in Zürich; † 8. November 2014) war ein Schweizer Architekt und Hochschullehrer. 

## Leben und Werk
Baumgartner absolvierte eine Lehre als Hochbauzeichner und studierte anschliessend Architektur am Technikum Winterthur und an der ETH Zürich. Weitere Studien folgten in den USA. Sein grosses Vorbild war Frank Lloyd Wright.
Wieder in der Schweiz, eröffnete er sein eigenes Architekturbüro in Winterthur. Parallel dazu begann er seine Lehrtätigkeit. So unterrichtete er als Professor neben Max Kasper von 1952 bis 1985 an der damaligen Abteilung für Architektur am Technikum Winterthur.
Walter Ramseier war ein Meisterschüler von Ulrich Julius Baumgartner und über Jahre hinweg seine rechte Hand.  
Baumgartner baute u. a. Villen, Schul- und Geschäftshäuser und gewann die beiden grössten Winterthurer Städtebauwettbewerbe der 70er Jahre, die jedoch nicht zur Ausführung kamen.